# Фиванская триада
Фиванская триада — три самых почитаемых бога древнеегипетского города Фивы: Амон, его супруга Мут и их сын Хонсу. XVIII и XX династии Нового царства стали временем расцвета триады. Эти боги выступали в качестве главных объектов для поклонения в массивном храмовом комплексе Карнака. Храмы и святыни триады существуют на всей территории Египта, один из них находится даже в Дейр эль-Хагаре, вблизи оазиса Дахла. Аменхотеп I, фараон построивший в Карнакском храмовом комплексе монументальные храмовые ворота и колоссальную статую, часто изображался среди этих богов.
Ежегодно в Фивах в честь Триады проводился праздник Опет.